# Alcina (personaggio)
Alcina è un personaggio immaginario che compare nei poemi del ciclo carolingio.
È una delle tre fate sorelle nell'Orlando innamorato e nell'Orlando furioso. Le altre due sono Morgana e Logistilla. La sede delle tre sorelle è un'isola posta al di là delle colonne d'Ercole.
Alcina è per molti aspetti simile alla maga Circe dell'Odissea, in quanto trasforma in animali o piante gli innamorati che non le vanno più a genio, come succede ad Astolfo, che viene tramutato in una pianta di mirto.

## Alcina in Ariosto
All'inizio del poema ariostesco, Ruggero – come tempo prima Astolfo, che pure, in un precedente incontro, lo aveva messo in guardia – cade vittima dell'incanto di Alcina, la quale, vecchia, brutta e sdentata, grazie ai suoi poteri magici gli appare come una giovane donna fascinosa. Tuttavia alla fine Ruggero riesce a scappare con l'aiuto della buona maga Melissa, che gli regala un anello con il potere di annullare qualsiasi incantesimo. Grazie all'anello potrà anche vedere le vere sembianze della fata malefica.
Alcina riappare nei Cinque Canti, dove cerca di vendicare sia l'onta arrecatale da Ruggero e Astolfo sia quella fatta da Orlando a Morgana (nell'Orlando innamorato). La fata cattiva per realizzare tale intento si muove insieme alla sorella e al traditore Gano contro Carlo Magno e il suo regno.

## Eredità culturale
Da Alcina deriva il termine "alcinesco", che indica qualcosa di ingannevolmente seducente e fascinoso.

## Opere liriche col personaggio di Alcina
- La liberazione di Ruggiero dall'isola d'Alcina, opera comica in quattro scene di Francesca Caccini, eseguita per la prima volta il 3 febbraio 1625 alla Villa medicea del Poggio Imperiale a Firenze, su un libretto di Ferdinando Saracinelli
- Il palazzo incantato, opera in un prologo e tre atti su libretto di Giulio Rospigliosi, futuro papa Clemente IX (prima rappresentazione nel 1642) [2]
- Alcina delusa da Ruggero, musiche di Tomaso Albinoni, libretto di A. Marchi, 1725
- Orlando furioso, musiche di Antonio Vivaldi, libretto di Grazio Braccioli, 1727
- Orlando furioso, opera seria con musica di Antonio Vivaldi rappresentata la prima volta nel novembre 1727 al Teatro Sant'Angelo di Venezia
- Alcina, musiche di Georg Friedrich Händel, libretto adattato da uno precedente di A. Fanzaglia, 1735
- Ruggiero, musiche di Pietro Alessandro Guglielmi, libretto di C. Mazzolà, 1769
- Il Ruggiero, ovvero L'eroica gratitudine, musiche di Johann Adolf Hasse, libretto di Pietro Metastasio, 1771
- L'isola di Alcina, musiche di Giuseppe Gazzaniga, libretto di G. Bertati, 1772

## Nella cultura di massa
- Alcina è interpretata da Liù Bosisio nello spettacolo teatrale Orlando furioso del 1969 diretto da Luca Ronconi, e da Marilù Tolo e Inna Alexeievna nello sceneggiato televisivo Orlando furioso del 1975 diretto dallo stesso regista.